# Karlis Vatsons
Karlis Frīdrichs Vatsons (Jelgava, 7 giugno 1777 – Lestene, 16 marzo 1826) è stato un giornalista lettone.
Pastore a Lestene dal 1803, nel 1822 fondò il giornale Latviešu Avīzes.